# Acayo
Acayo är en ort i Mexiko.   Den ligger i kommunen San Martín Chalchicuautla och delstaten San Luis Potosí, i den sydöstra delen av landet, 220 km norr om huvudstaden Mexico City. Acayo ligger 365 meter över havet och antalet invånare är 320.
Terrängen runt Acayo är huvudsakligen kuperad, men söderut är den platt. Acayo ligger uppe på en höjd. Runt Acayo är det ganska tätbefolkat, med 90 invånare per kvadratkilometer. Närmaste större samhälle är Tamazunchale, 11,9 km sydväst om Acayo. Omgivningarna runt Acayo är en mosaik av jordbruksmark och naturlig växtlighet.